# A Águia e a Galinha
A Águia e a Galinha é um livro de Leonardo Boff que apresenta uma metáfora da condição humana através da história de uma águia que, tendo sido capturada por um camponês, era criada junto às galinhas.
Com o passar dos anos ela vai se acostumando a essa condição e passa a acreditar que era uma galinha de verdade, até o dia que aparece um naturalista e a faz enxergar quem ela realmente era.
Publicado originalmente em 1997 pela Editora Vozes, o livro chegou em 2010 à sua 48ª edição.